# Tusukuru
Tusukuru Eskov, 1993 è un genere di ragni appartenente alla famiglia Linyphiidae.

## Etimologia
Il termine tusukuru significa sciamano, stregone, nella lingua degli Ainu, aborigeni giapponesi che abitano le località di rinvenimento della specie tipo.

## Distribuzione
Le due specie oggi attribuite a questo genere sono state reperite in USA (alcune località del New England) e Russia. La T. tamburinus è stata rinvenuta nelle Isole Curili e nel Territorio del Litorale.

## Tassonomia
Dal 1993 non sono stati esaminati altri esemplari di questo genere.
A giugno 2012, si compone di due specie:
- Tusukuru hartlandianus (Emerton, 1913) — USA
- Tusukuru tamburinus Eskov, 1993[4] — Russia